# Puerto Rico en los Juegos Olímpicos de Tokio 2020
Puerto Rico estuvo representado en los Juegos Olímpicos de Tokio 2020 por un total de 37 deportistas, 24 mujeres y 13 hombres, que compitieron en 15 deportes.
Los portadores de la bandera en la ceremonia de apertura fueron los jugadores de tenis de mesa Brian Afanador y Adriana Díaz.

## Medallistas
El equipo olímpico puertorriqueño obtuvo las siguientes medallas:
| Nombre                | Deporte   | Competición    |
| --------------------- | --------- | -------------- |
| Oro                   |           |                |
| Jasmine Camacho-Quinn | Atletismo | 100 m vallas F |
| Plata                 |           |                |
| —                     |           |                |
| Bronce                |           |                |
| —                     |           |                |